# Stachybotrys nilagirica
Stachybotrys nilagirica är en svampart som beskrevs av Subram. 1957. Stachybotrys nilagirica ingår i släktet Stachybotrys, ordningen köttkärnsvampar, klassen Sordariomycetes, divisionen sporsäcksvampar och riket svampar.   Inga underarter finns listade i Catalogue of Life.